# STS-115
STS-115 (ISS-12A) — космічний політ БТКК «Атлантіс» за програмою «Спейс Шатл». Друга після більш ніж трирічної перерви, викликаної катастрофою шатла «Колумбія», місія з подальшого будівництва Міжнародної космічної станції. Це 19-й політ за програмою МКС.
Головною метою польоту є доставка і встановлення продовження лівого сегмента ферменних конструкцій МКС-ферм P3 і P4, пари сонячних батарей (2А і 4А) та обслуговуючі їх акумуляторні батареї. Це значно збільшить кількість електроенергії для проведення наукових експериментів на станції.
У разі Атлантіса при старті і неможливості його безпечного повернення на Землю, екіпаж залишиться на МКС і буде чекати рятувальної експедиції (STS-301), яка відправиться на шатлі «Діскавері» 11 листопада. Такий запобіжний захід передбачена згідно з рекомендаціями комісії, яка проводила розслідування обставин загибелі шатла «Колумбія».

## Екіпаж
- (НАСА) Брент Уорд Джетт (англ. Brent Jett) (4-й космічний політ)
- (НАСА) Крістофер Фергюсон (англ. Christopher Ferguson) (1), пілот
- (НАСА) Джозеф Таннер (англ. Joseph Tanner) (4), фахівець польоту
- (НАСА) Деніел Бербенк (англ. Daniel Burbank) (2), фахівець польоту
- (НАСА) Хайдемарі Стефанишин-Пайпер (англ. Heidemarie Stefanyshyn-Piper) (1), спеціаліст польоту

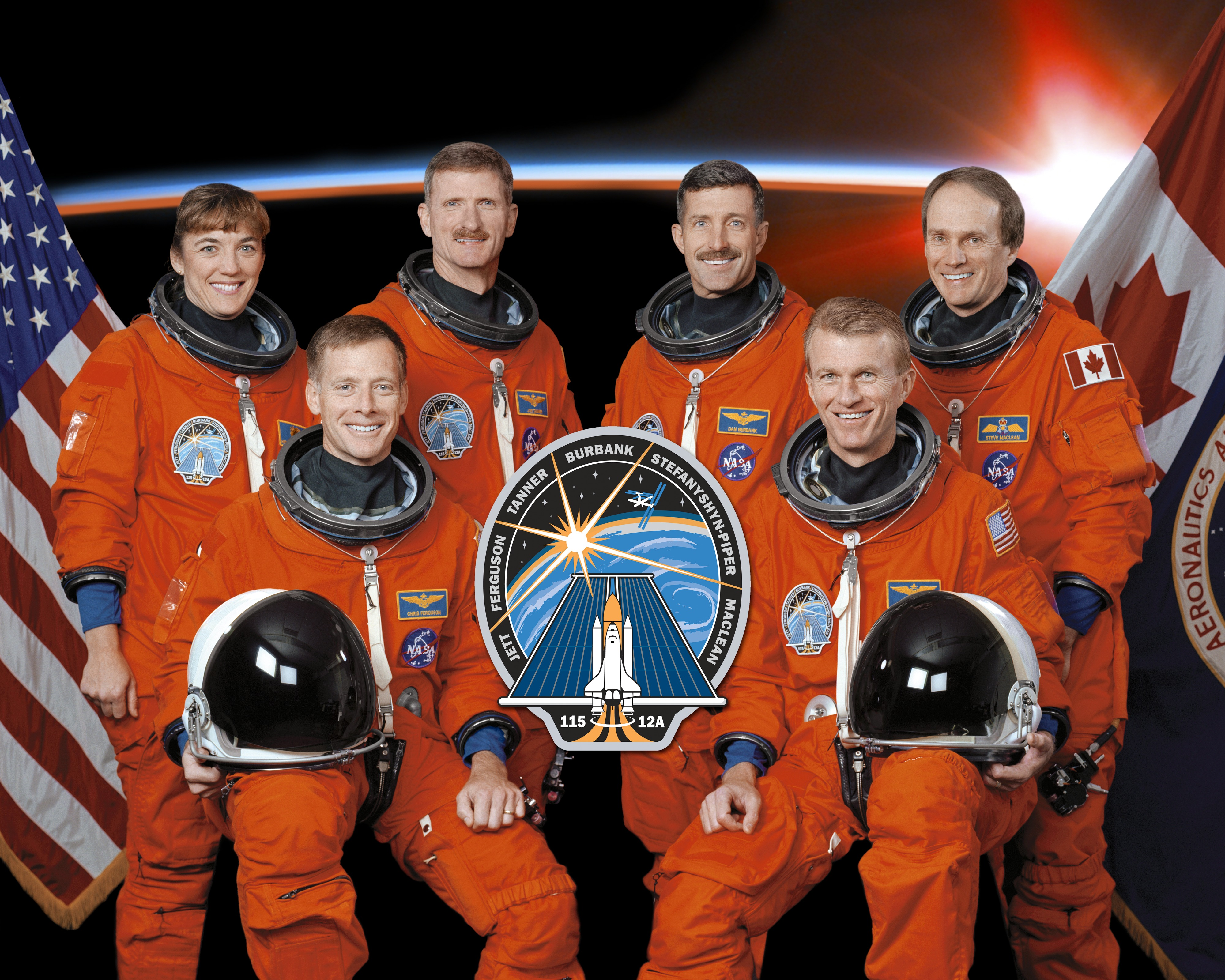
Екіпаж STS-115:Сліва-направо: Хайдемарі Стефанішін-Пайпер, Кристофер Фергюсон, Джозеф Таннер, Дэніел Бурбанк, Брент Джетт, Стівен Маклейн

- (КАА) Стівен Маклейн (англ. Steven Маклін) (2), фахівець польоту

В екіпажі «Атлантіса» — два новачка космічних польотів: Крістофер Фергюсон і Хайдемарі Стефанишин-Пайпер.

## Параметри польоту

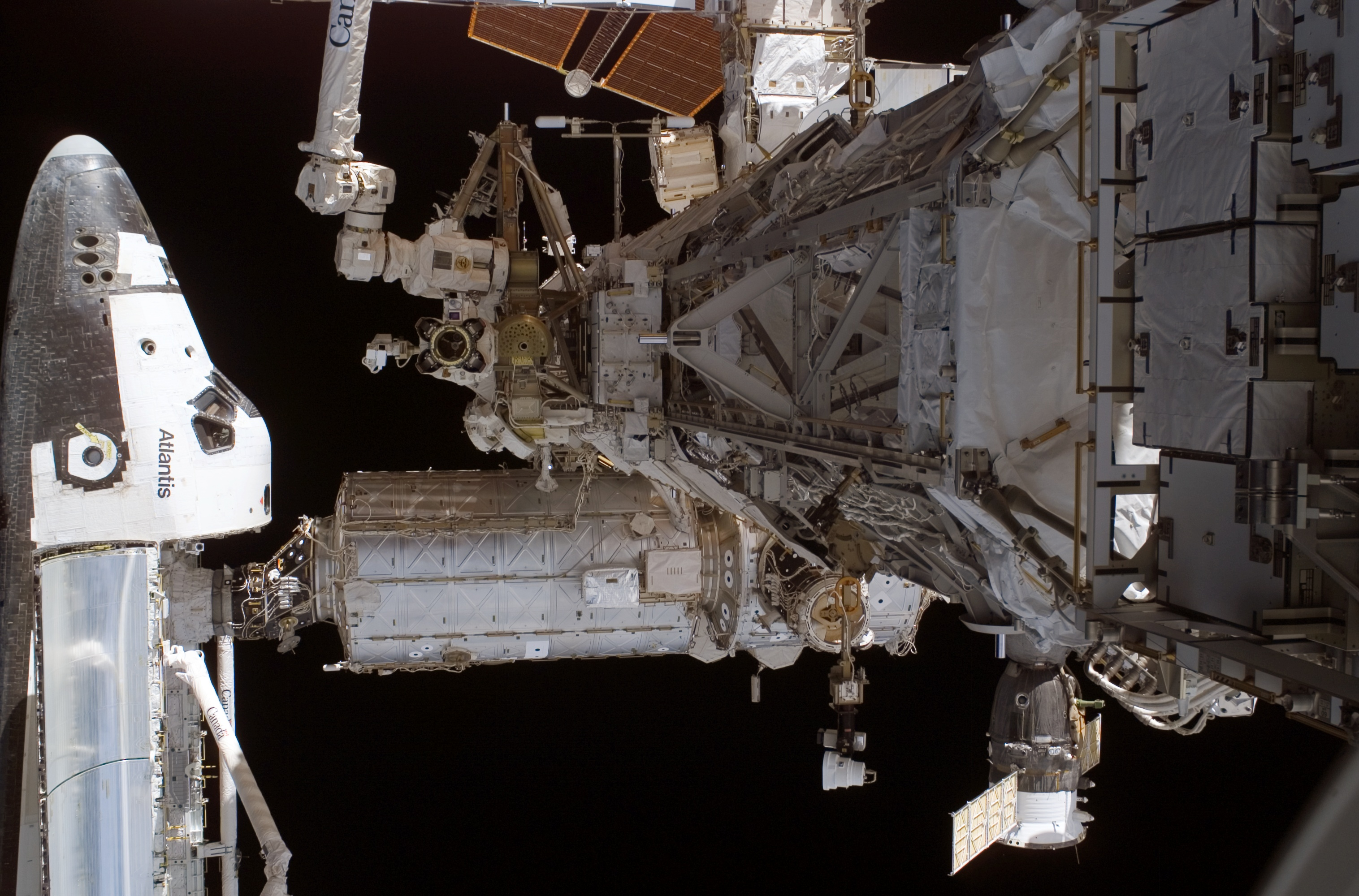
Атлантіс доки на МКС.

- Вага:
  - Вага при старті:
  - Вага при приземленні:
- Перигей: 157,4
- Апогей: 226,6
- Нахил орбіти: 51,6 °
- Період: 91,6 хв

## Виходи у відкритий космос
- Вихід 1 — Таннер і Пайпер
- Мета: Підготовка до роботи секції фермової конструкції Р3/Р4.
- Початок: 12 вересня 2006 — 9:17 UTC
- Закінчення: 12 вересня — 15:43 UTC
- Тривалість: 6:00 26 хвилини

Це 68-й вихід у космос пов'язаний з МКС, 41-й вихід безпосередньо з МКС, 21-й вихід з американського модуля «Квест» в американських скафандрах.
Це 6-й вихід у космос Джозефа Таннера і 1-й вихід Хайдемарі Стефанишин-Пайпер.
- Вихід 2 — Бербенк і Маклейн
- Мета: Підготовка до роботи поворотного пристрою сонячних батарей, знову встановленої секції Р3/Р4.
- Початок: 13 вересня 2006 — 9:05 UTC
- Закінчення: 13 вересня — 16:16 UTC
- Тривалість: 7:00 11 хвилин

Це 69-й вихід у космос пов'язаний з МКС, 42-й вихід безпосередньо з МКС, 22-й вихід з американського модуля «Квест» в американських скафандрах.
Це 1-й вихід у космос Деніела Бербенк і 1-й вихід Стівена Маклейна.
- Вихід 3 — Таннер і Пайпер
- Мета:
- Початок: 15 вересня 2006 — 9:15 UTC
- Закінчення: 15 вересня — 15:35 UTC
- Тривалість: 6:00 20 хвилин

Це 70-й вихід у космос пов'язаний з МКС, 43-й вихід безпосередньо з МКС, 23-й вихід з американського модуля «Квест» в американських скафандрах.
Це 7-й вихід у космос Джозефа Таннера і 2-й вихід Хайдемарі Пайпер.

## Мета

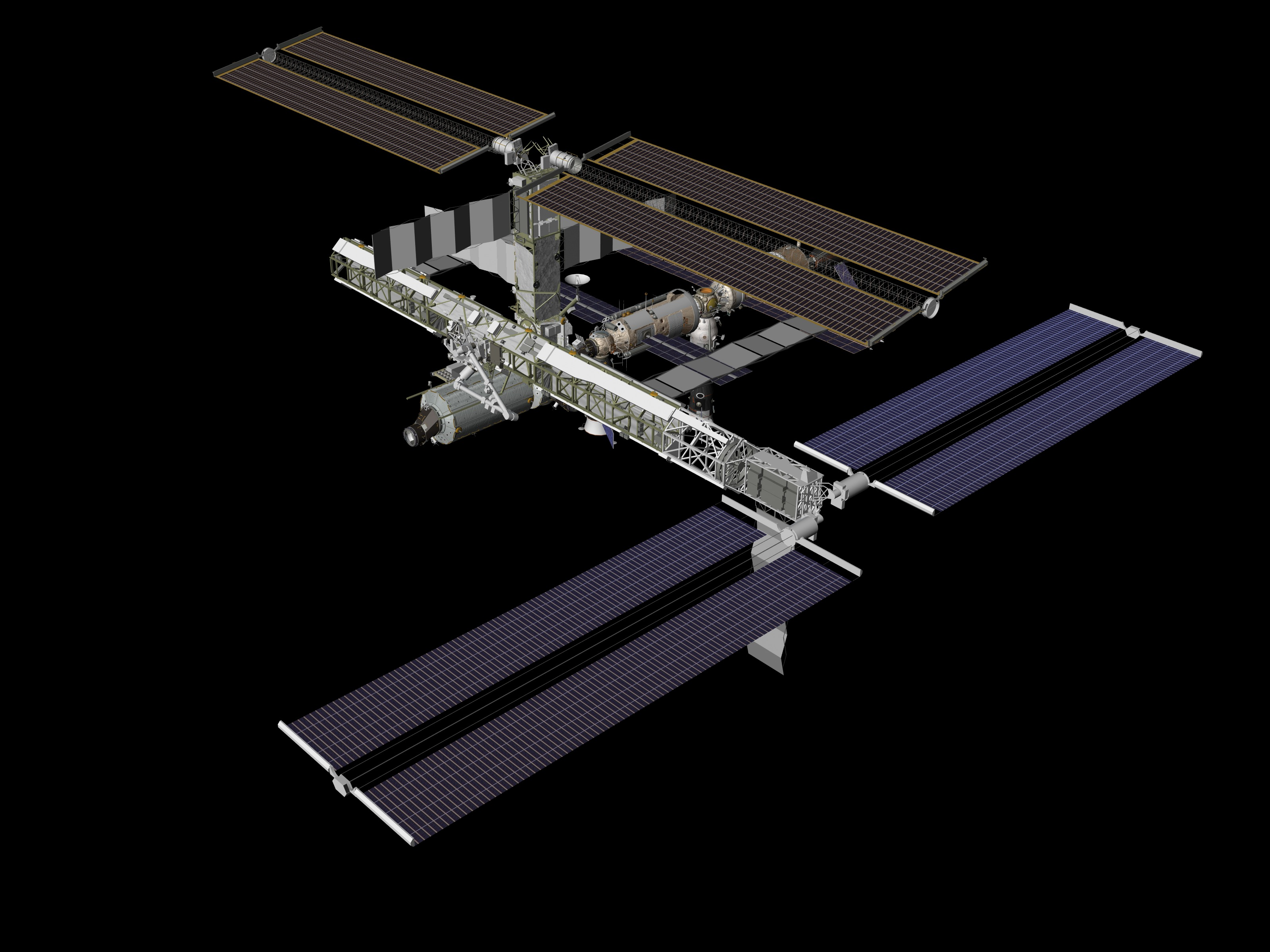
Так має виглядати МКС після STS-115:. На передньому плані сегменти P3 і P4 з розгорнутими сонячними батареями

Відновлення будівництва МКС. Доставка та монтаж двох сегментів P3 і P4 фермової конструкції МКС.

## Підготовка до польоту

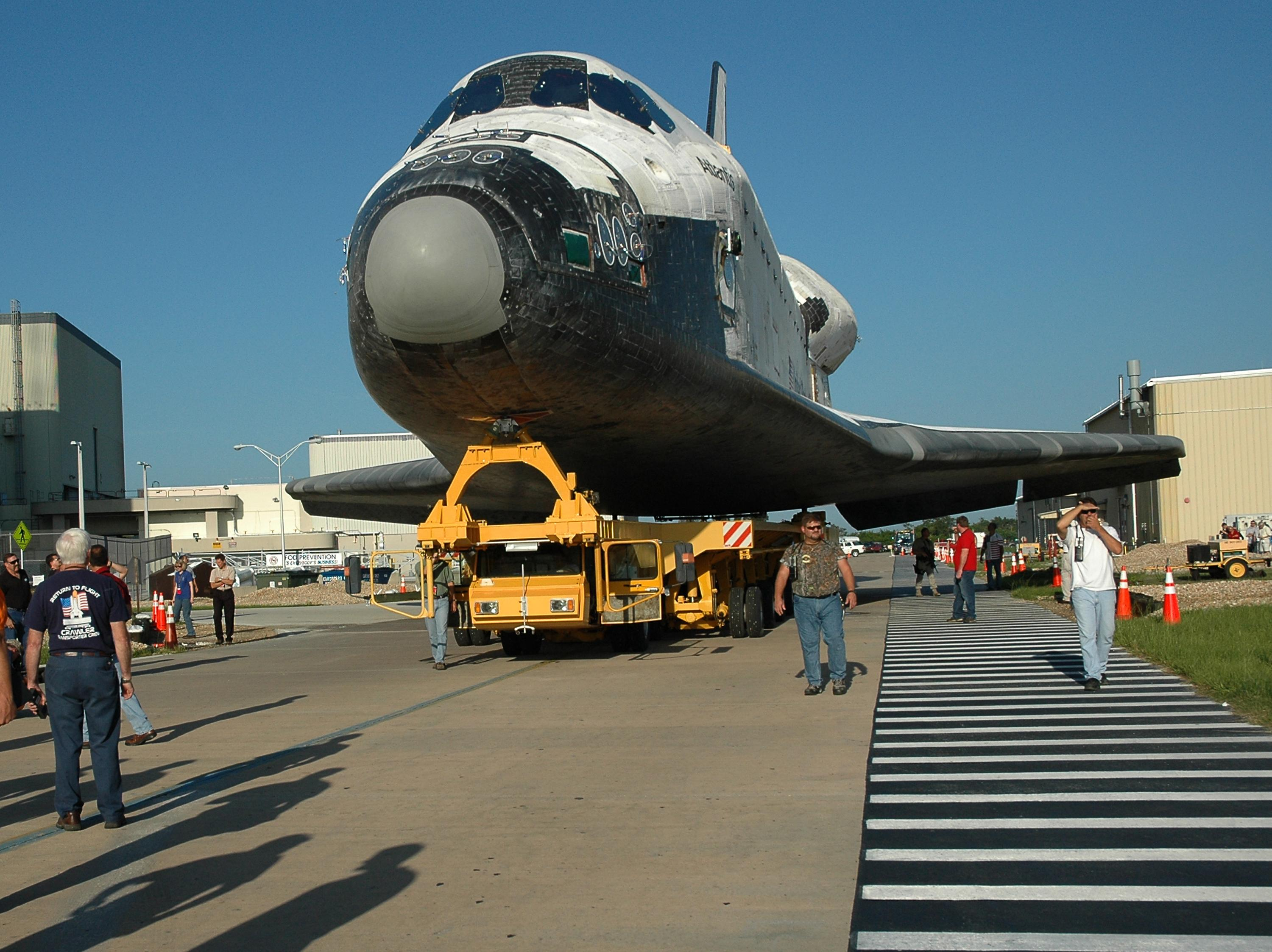
27 липня. Перевезення Шатла «Атлантіс» з ангара в будівлю збірки.

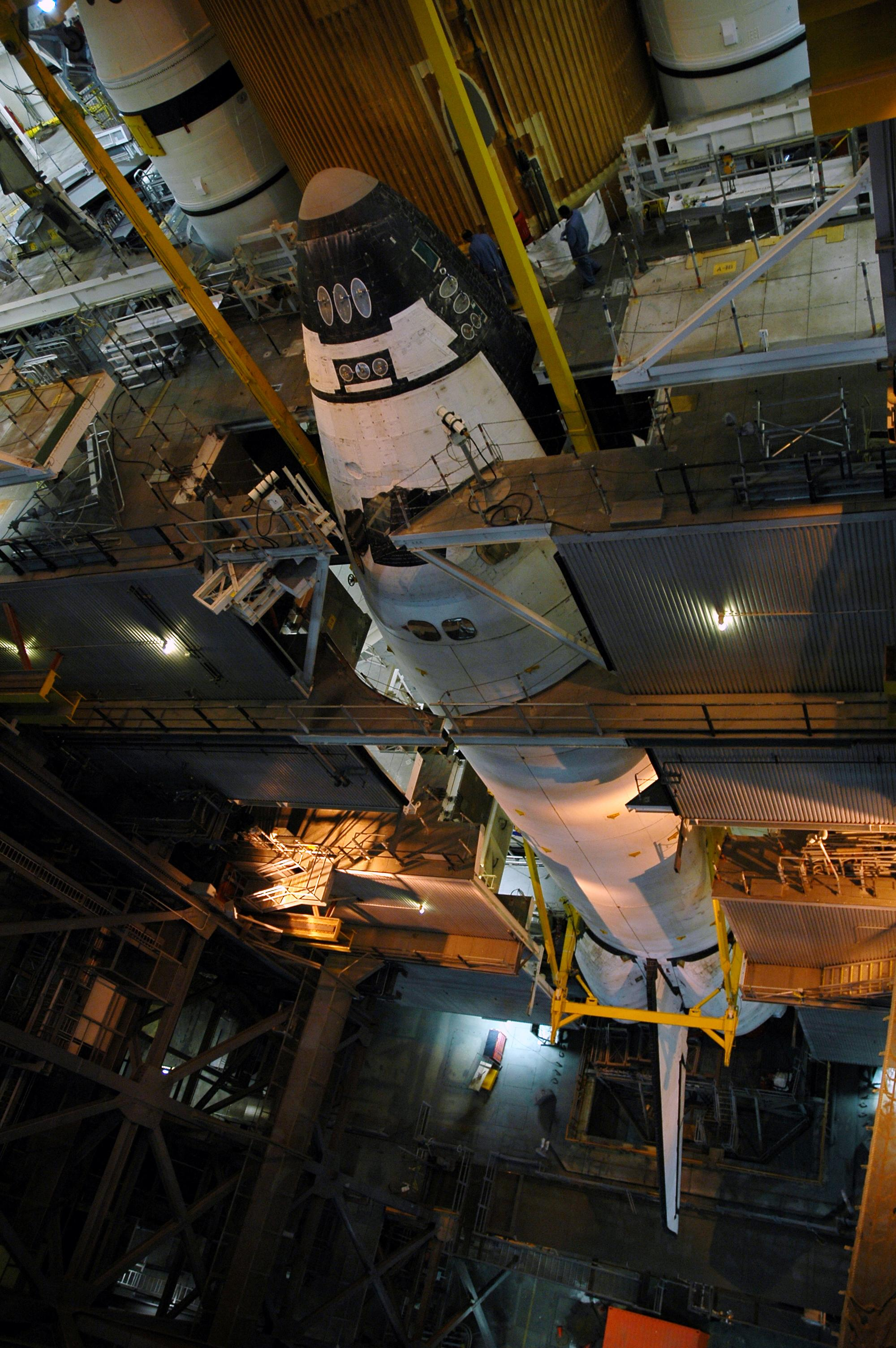
«Атлантіс» в будівлі збірки

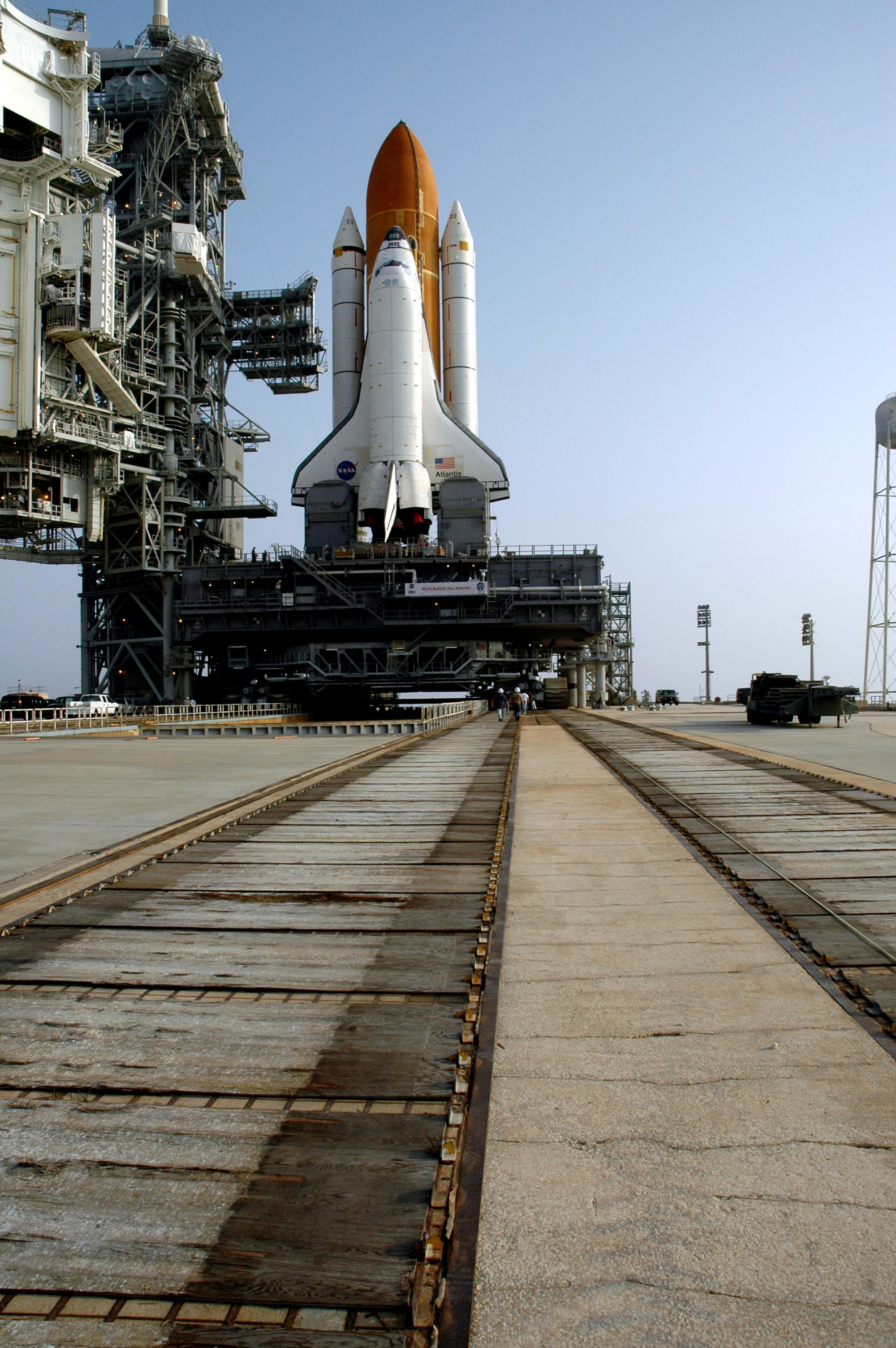
2 серпня. «Атлантіс» вивезений на стартову позицію.

### 24 липня
Шатл «Атлантіс» був перевезений з ангара в будівлю збірки, де він буде з'єднаний із зовнішнім паливним баком і двома твердопаливними прискорювачами. Після складання, буде проведено тестування електричних і механічних зв'язків між усіма елементами системи. На понеділок, 31 липня, намічений вивезення корабля на стартову позицію.

### 27 липня
Керівництво НАСА офіційно заявило, що вікно для запуску «Атлантіс» STS-115 зрушується на одну добу тому-на 27 серпня. Це обумовлено тим, що під час старту «Атлантіса» буде ще досить видно, щоб проводити фотографування зовнішнього паливного бака. Раніше самій ранній датою старту передбачалося 28 серпня.
Після катастрофи шатла «Колумбії», в НАСА було ухвалено рішення, що перших три старти, після відновлення польотів, мають відбутися вдень, що було достатньо світла для фотографування модифікованого зовнішнього паливного бака.
Після аналізу, інженери встановили, що 27 серпня буде ще досить видно, щоб можна було фотографувати зовнішній бак після його відділення від «Атлантіс». Час старту змінено з 28 серпня 4:04 вечора EDT (20:04 UTC) на 27 серпня 4:30 вечора EDT (20:30 UTC). НАСА буде мати 12 діб (до 7 вересня), протягом яких можливий запуск «Атлантіса» протягом світлого часу доби, коли можливе фотографування. Якщо старт «Атлантіса» відбудеться до 3 вересня, то російський «Союз» може стартувати, як і передбачається 14 вересня в 5:44 UTC. Якщо старт «Атлантіса» зсувається до 7 вересня, то старт «Союзу» відповідно — на 18 вересня.
Якщо старт «Союзу ТМА-9» зрушиться на 18 вересня, то повернення екіпажу МКС-13 відбудеться не раніше 28 вересня, в темний час доби. Керівництво Роскосмос хотіло б уникнути приземлення «Союзу» в темний час доби, так як це ускладнює пошук спускного апарата та евакуацію екіпажу.
Якщо старт «Атлантіс» не відбудеться в період першого вікна (27 серпня-7 вересня), то наступна можливість відкриється наприкінці жовтня.
В даний час «Атлантіс» знаходиться в будівлі збірки, і до нього вже підвішені зовнішній паливний бак та твердопаливні прискорювачі. У понеділок «Атлантіс» буде перевезений на стартовий майданчик, яка знаходиться на відстані 4 милі від будівлі збірки.

### 1 серпня
Через несприятливу погоди (сильний дощ з грозою), що планувався на понеділок, вивезення «Атлантіса» на стартову позицію був перенесений з понеділка на вівторок. Однак, у вівторок погода не покращилася і вивіз був вдруге перенесено, тепер на середу (2 серпня) о 6:00 UTC.

### 2 серпня
Після двох днів затримки, в середу Шатл «Атлантіс» вивезений на стартовий майданчик.
Перевезення «Атлантіса» почалася в 5:05 UTC і закінчилася в 12:54. Відстань від будівлі збірки до стартового майданчика — 6,96 км (4,2 милі), швидкість спеціального транспортера не перевищувала 1 милі на годину.

### 16 серпня
НАСА офіційно оголосило дату і час запуску шатла «Атлантіс» STS-115:27 серпня 4:30 вечора EDT (20:30 UTC, 28 серпня 00:30 московського часу)

### 24 серпня

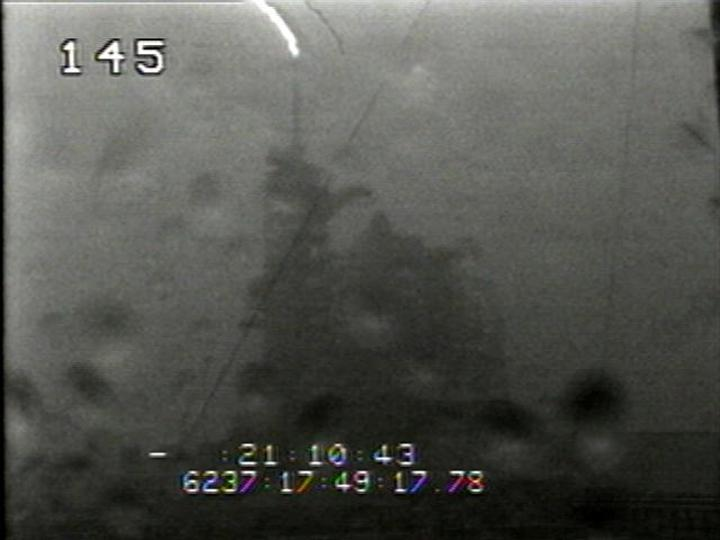
Удар блискавки по Шатлу

Екіпаж «Атлантіса» прибув на космодром. Метеорологи передбачають погоду на 27 вересня, яка з імовірністю 70 % буде сприятливою для старту.

### 25 серпня
Під час грози в стартовий майданчик вдарила блискавка, але обладнання та Шатл не постраждали, оскільки були захищені блискавковідводом. Ймовірність сприятливої погоди для запуску Шатла в неділю (27 серпня), ввечері, становить 40 %.
НАСА ухвалило рішення про перенесення старту на добу, попередньо на 28 серпня 20:04 UTC. Причина перенесення-необхідно більше часу для перевірки стартового обладнання та систем шатла після удару блискавки.

### 26 серпня
НАСА ухвалило рішення про перенесення старту на Вівторок, 29 серпні 19:42 UTC. Причина перенесення-необхідні ще добу для перевірки стартового обладнання та систем шатла після удару блискавки.
У НАСА обговорюється можливість перевозу «Атлантіса» в будівлю вертикальної збірки через що насувається на Флориду урагану «Ернесто».

### 28 серпня
Через насувається на космодром шторму «Ернесто», НАСА ухвалило рішення про початок підготовки до перевезення шатла «Атлантіс» в будівлю вертикальної збірки. Шторм «Ернесто» досягне космодрому в середу, після полудня. Підготовка до перевезення Шатла може бути перервана в будь-який момент, якщо «Ернесто» змінить напрям або втратить свою руйнівну потужність.
НАСА планує почати перевезення «Атлантіса» в будівлю вертикальної збірки у вівторок (29 серпня) о 18:00 UTC. Перевезення займе 6-8 годин.

### 29 серпня
в 10:04 ранку EDT (14:04 UTC 18:04 московського літнього часу) Шатл «Атлантіс» почав свій рух зі стартового майданчика в будівлю вертикальної збірки. В цілях безпеки Шатл буде укритий від тропічного шторму «Енерсто», який досягне узбережжя Флориди в середу, після полудня. Шатлу належить подолати 7, 24 км (4, 5 милі) за, приблизно, 10 годин.
НАСА змінило своє рішення, Шатл «Атлантіс» повертається на стартовий майданчик. У 2:42 вечора EDT (18:42 UTC) рух Шатла було зупинено і в 2:45 вечора EDT, почався рух у зворотному напрямку, у бік стартовою рампи. Повернення «Атлантіса» на старт очікується в 8:00 вечора EDT. Руйнівна міць шторму «Енарнесто» сильно ослабла, тому небезпека пошкодження «Атлантіса» зникла. Можлива дата старту-не раніше ніж 3 вересня.
О 8:45 вечора EDT (30 серпня 00:45 UTC) Шатл «Атлантіс» знову встановлений на стартовому майданчику. НАСА називає орієнтовний час старту-6 вересня 12:29 вечора EDT (16:29 UTC).

### 32 серпня
НАСА і Роскосмос домовилися про те, що «Атлантіс» може бути запущений і 8 вересня. У цьому випадку він покине МКС 17 вересня. У зв'язку з цим Роскосмос переніс старт корабля «Союз ТМА-9» з наступним довготривалим екіпажем на 18 вересня (12:08 ПП EDT 4:08 UTC 8:08 московського літнього часу). Запуск «Атлантіса» 6 або 7 вересня дозволить НАСА продовжити тривалість польоту на одні або двоє діб, які можуть знадобитися для додаткових обстежень теплозахисного покриття Шатла. Якщо «Атлантіс» не зможе стартувати до 8 вересня, то старт буде перенесений на 26 жовтня.

### 6 Вересня
НАСА відклало запуск шатла «Атлантіс» STS-115 через проблеми, які виникли в одному з трьох паливних елементів. Несправність виникла в паливному елементі номер 1, а саме в його насосі системи охолодження. Передбачувана наступна спроба старту-7 вересня 12:03 с. м. EDT (16:03 UTC).

### 7 вересня
Старт «Атлантіса» призначений на 8 вересня 11:41 . м. EDT (15:41 UTC). Остання спроба запуску, в поточному, сприятливому для старту вікні можлива 9 вересня 11:15 . м. EDT (15:15 UTC). Якщо "Атлантіс " не злетить ні 8, ні 9 вересня, то старт відбудеться не раніше 26 жовтня, коли відкриється наступне сприятливе вікно.

### 8 вересня
Приблизно за годину до призначеного часу старт «Атлантіса» було відмінено. Причина скасування-несправність одного з датчика рівня рідкого водень в зовнішньому паливному баку. Старт перенесений на 9 вересня в 11:15. м. EDT (15:15 UTC).

## Опис польоту

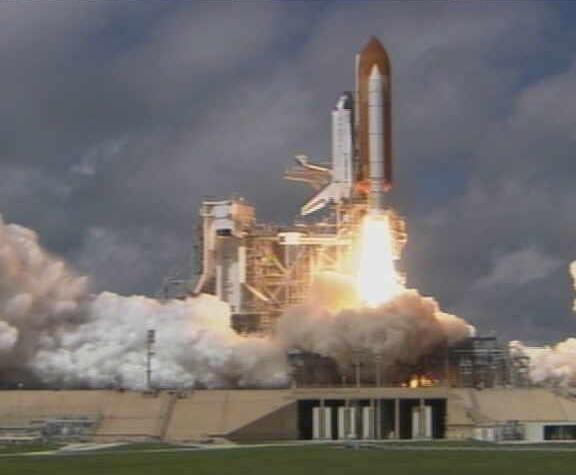
Запуск Шатла «Атлантіс» (місія STS-115) з космодрому на мисі Канаверал

### 9 вересня
в 15:15 UTC (19:15 московського літнього часу) Шатл «Атлантіс» STS-115 стартував до Міжнародної космічної станції. Екіпаж Шатла, що складається з шести астронавтів, повинен відновити складання МКС. Будівництво МКС поновлюється через три з половиною роки після катастрофи шатла «Колумбія» у лютому 2003 року.

### 10 вересня
екіпаж, за допомогою робота-маніпулятора, обстежив теплозахисне покриття шатла і почав підготовку до майбутнього стикування з МКС.

### 11 вересня
Перед стикуванням, пролітаючи над Африкою, Італією і Балканами, на відстані в 183 метри (600 футів) від ілюмінаторів МКС, «Атлантіс» перекинувся, під час якого екіпаж станції справив фотозйомку теплозахисного покриття Шатла. Такий маневр Шатли стали виконувати після катастрофи «Колумбії». Цифрові фотографії високої роздільної здатності були передані на Землю для подальшого аналізу стану теплозахисного покриття Шатла фахівцями НАСА. Під управлінням командира корабля Брента Джетта, Шатл пристикувався до МКС в 6:48. м. EDT (10:48 UTC). Стиковка сталася на висоті 354 км над Південним районом Тихого океану, на захід Чилі.

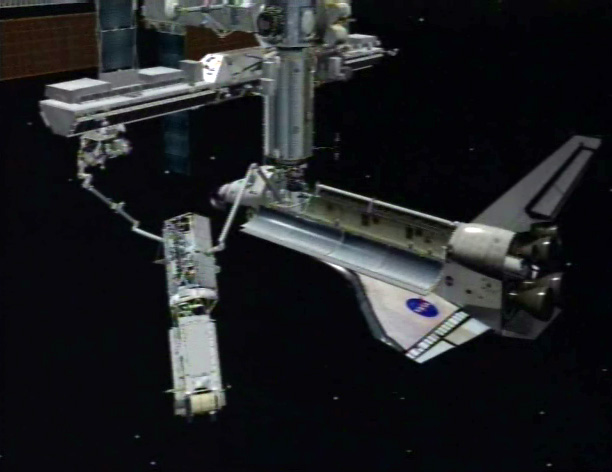
Сегменти Р3/Р4 передаються від маніпулятора Шатла до маніпулятора МКС

У цей же день Деніел Бербенк, за допомогою робота-маніпулятора Шатла, витягнув ферменную конструкцію з вантажного відсіку «Атлантіса» і передав її роботу-маніпулятору МКС, яким керував канадський астронавт Стівен Мак-Лін. «Канадарм-2» перемістив збірку секцій фермової конструкції, довжина якої 13, 7 метрів і маса-17, 5 тонн, до місця майбутнього монтажу на лівому краю фермової конструкції МКС. У такому положенні маніпулятор і закріплені на ньому ферми залишилися до 12 вересня, коли відбувся перший вихід у відкритий космос, і астронавти почали монтажні роботи.
Астронавти Таннер і Стефанишин-Пайпер справили підготовку до виходу у відкритий космос за новою програмою, здійснивши так званий «нічліг на відкритому повітрі» у шлюзовий камері «Квест». Процедури «ночівлі на відкритому повітрі» розроблені для скорочення часу необхідного на підготовку до ВКД, і включають в себе вдихання астронавтами чистого кисню використовуючи дихальні маски, і сон при зниженому тиску в шлюзовий камері. Це зменшує небезпеку кесонної хвороби і значно скорочує час на підготовку до виходу у відкритий космос.

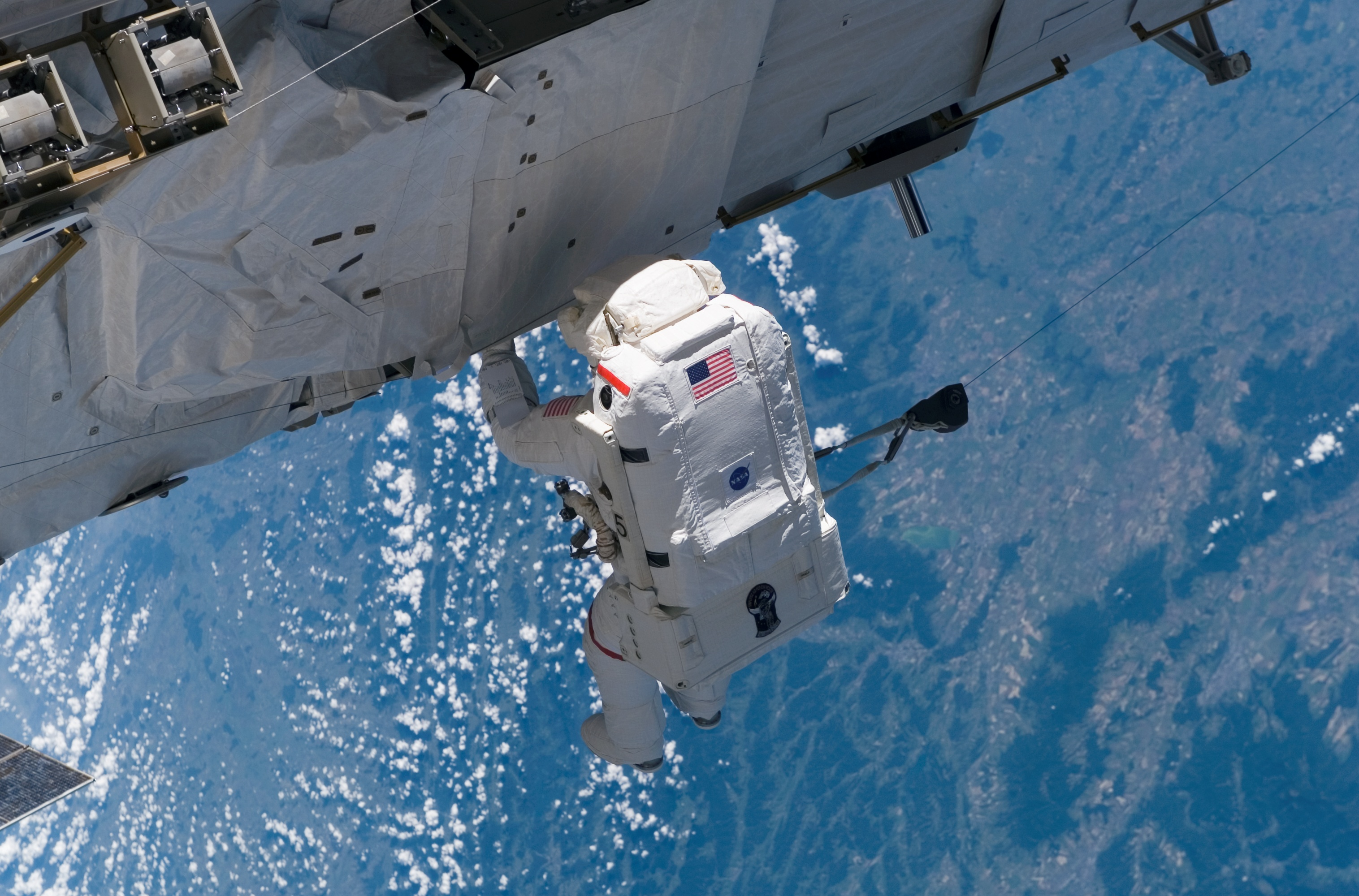
Джозеф Таннер працює у відкритому космосі 12 вересня 2006

### 12 вересня
Нові сегменти фермової конструкції Р3/Р4 були приєднані до сегмента Р1 в 4:38. м. EDT (8:43 за Гринвічем). Після розгортання нових сонячних батарей, загальна потужність енергопостачання станції зросла в два рази.
У 5:17. м. EDT (9:17 UTC) почався вихід астронавтів Таннера і Пайпер у відкритий космос. Метою виходу було проведення підготовчих робіт перед введенням в експлуатацію сегментів фермової конструкції P3/P4. Таннер і Пайпер встановили силові та комунікаційні кабелю між сегментами Р1 і Р3/Р4, прибрали транспортну обв'язку з блоку сонячних батарей. Астронавти працювали дуже швидко, так, що наземний центр управління польотом дозволив їм виконати деякі завдання передбачені для наступного виходу у відкритий космос. Вихід закінчився в 11:43. м. EDT (15:43 UTC). Єдиним інцидентом тим, що трапилося в ході ВКД, стала втрата шайби, кріпильного болта і пружини, втрачених Таннером і відлетіли у відкритий космос. У НАСА заявили, що через напряму, в якому відлетіли упущені предмети, час їх існування на орбіті буде невелике і вони не представлятимуть загрози для МКС або інших космічних апаратів.
Астронавт Деніел Бербанк координував вихід у відкритий космос. Стів Мак-Лін і Джефрі Вільямс управляли роботом-маніпулятором станції, на якому був підвішена збірка ферменних сегментів Р3/Р4.
Наступний вихід був запланований на наступний день, середу, 13 вересня, початок виходу на 5:15. м. EDT (9:15 за Гринвічем).

### 13 вересня
Астронавти Бербенк і Мак-Лін здійснили вихід у відкритий космос. Вихід почався 5:05 . м. EDT (9:05 UTC) і закінчився в 12:16 р. м. EDT (16:16 UTC). Астронавти готували до роботи поворотний пристрій сонячних батарей на фермі Р4. Поворотний пристрій призначено для орієнтації сонячних батарей в напрямку на Сонце. Джозеф Таннер координував вихід у відкритий космос, а Стефанишин-Пайпер управляла маніпулятором «Канадарм 2».

### 14 вересня
У 8:44 ранку EDT. (12:44 UTC) на МКС була розгорнута встановлена панель сонячних батарей. Нова панель має довжину 73 метри (240 футів) і ширину 11, 5 метра (38 футів). Панель підвішена до змонтованим екіпажем «Атлантіса» сегментами фермової конструкції Р3/Р4. Розкриття сонячної батареї почалося в 6:27 ранку EDT (10:27 UTC). Включення нової сонячної батареї в енергосистему станції було відкладено через помилку виникла у програмі керуючої поворотним механізмом батареї.

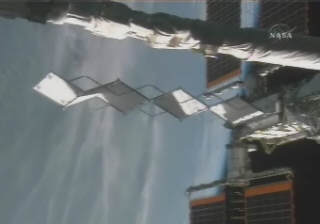
Розкриття радіатора системи охолодження

### 15 вересня
Відбувся третій вихід у відкритий космос. Вихід почався в 6:00 . м. EDT (10:00 UTC) і закінчився в 12:42 р. м. EDT (16:42 UTC). Астронавти Таннер і Пайпер продовжили підготовку до роботи нових сонячних батарей і радіатора системи охолодження. Астронавти також демонтували експериментальні зразки на зовнішній поверхні станції, встановили нову антену для передачі телевізійного зображення і демонтували на сегменті S1 стару, що вийшла з ладу, антену. Астронавтів у відкритому космосі асистував Бербенк, Мак-Лін керував маніпулятором станції.

### 16 вересня
після напруженої роботи з монтажу сегментів Р3/Р4 і сонячних батарей, які зажадали трьох виходів у відкритий космос, астронавти Шатла отримали можливість відпочинку на півдня. У другій половині дня астронавти «Атлантіса» і члени екіпажу МКС займалися перевантаженням обладнання та матеріалів з Шатла на станцію. Всі астронавти взяли участь у прес-конференції.

### 17 вересня
в 8:50 ранку EDT (12:50 UTC) Шатл «Атлантіс» відстикувався від МКС. Перехідний люк між шатлом і МКС був закритий в 6:27 ранку EDT (10:27 UTC). Після відстиковки Шатл облетів навколо МКС. Під час обльоту шатлом керував пілот Кріс Фергюсон.

### 18 вересня
Шатл продовжив свій політ, перебуваючи на відстані 80 км (50 миль) позаду МКС. За допомогою маніпулятора, екіпаж обстежив теплозащитное покриття на передніх крайках крил і на носі Шатла. Таке обстеження проводиться для того, щоб переконатися за те, що теплозахисне покриття Шатла не було пошкоджено від випадкових ударів космічного сміття або мікрометеоритів.

### 19 вересня
в космосі одночасно перебували 12 астронавтів і космонавтів. Шість астронавтів на шатлі «Атлантіс», три на кораблі «Союз ТМА-9» і три на МКС. О 7 годині UTC Шатл був на відстані 98 милі від МКС і вони пролітали над Австралією, а «Союз» був над територією Росії, на відстані 6550 миль від Шатла. У цей час між трьома екіпажами були встановлено зв'язок і астронавти і космонавти розмовляли між собою.
Астронавти Шатла продовжили підготовку в посадці, яка має відбутися в 20 вересня о 13:57 (московський літній час, 5:57 ранку EDT), а екіпаж «Союзу» до стикування з МКС, яка відбудеться також 20 вересня о 9:24 (московське літній час, 5:24 UTC).

### 20 вересня
був проведений огляд теплозахисного покриття Шатла. Ніяких пошкоджень, що перешкоджають успішній посадці, виявлено не було. Тим не менш, посадка Шатла була перенесена на четвер, 21 вересня в 14:21 (московський літній час, 6:21 ранку EDT). НАСА назвала причиною перенесення посадки на добу-несприятливі погодні умови під Флориді.

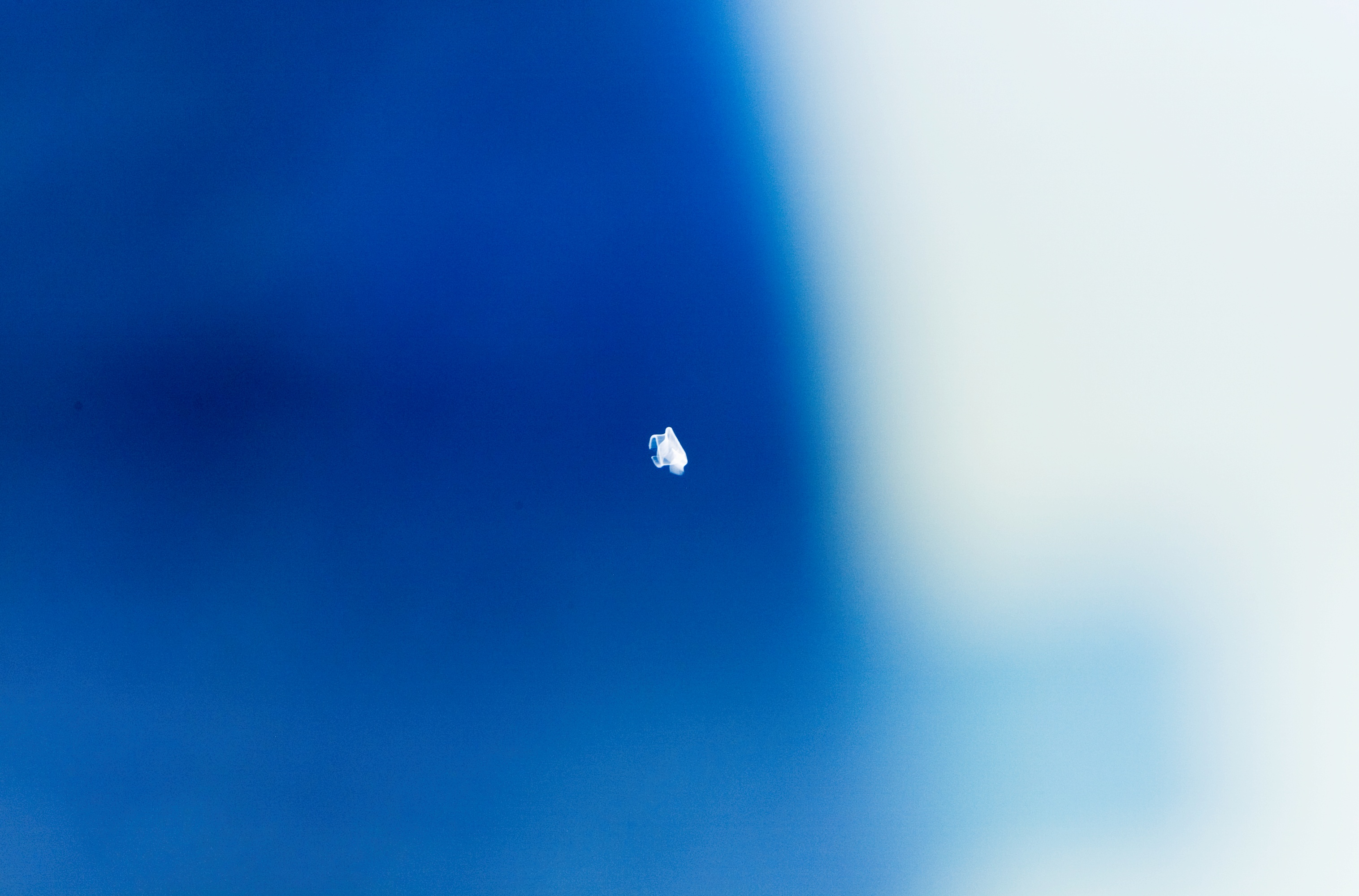
Невідомий об'єкт супроводжуючий «Атлантіс»

Астронавти виявили невідомі об'єкти, які супроводжують Шатл. Фахівці вважають, що це обривки целофанового пакета, які могли вилетіти з вантажного відсіку «Атлантіса» внаслідок вібрації, яка виникла при штатному контролі гідравлічних систем шатла і при тестовому включенні двигунів гальмування.
«Це виглядає як відбиває тканину. Чи не тверде, можливо ремінь. Металевий. Чи не схоже ні на що, що я коли-небудь бачив на зовнішній стороні Шатла», сказав командир Шатла Брент Джетт. «Ми розглядали це через бінокль і фотографували камерою з 400 мм об'єктивом. Два невідомих об'єкта виглядають як кільця і один як обривок фольги. Вони могли з'явитися після роботи астронавтів у відкритому космосі».

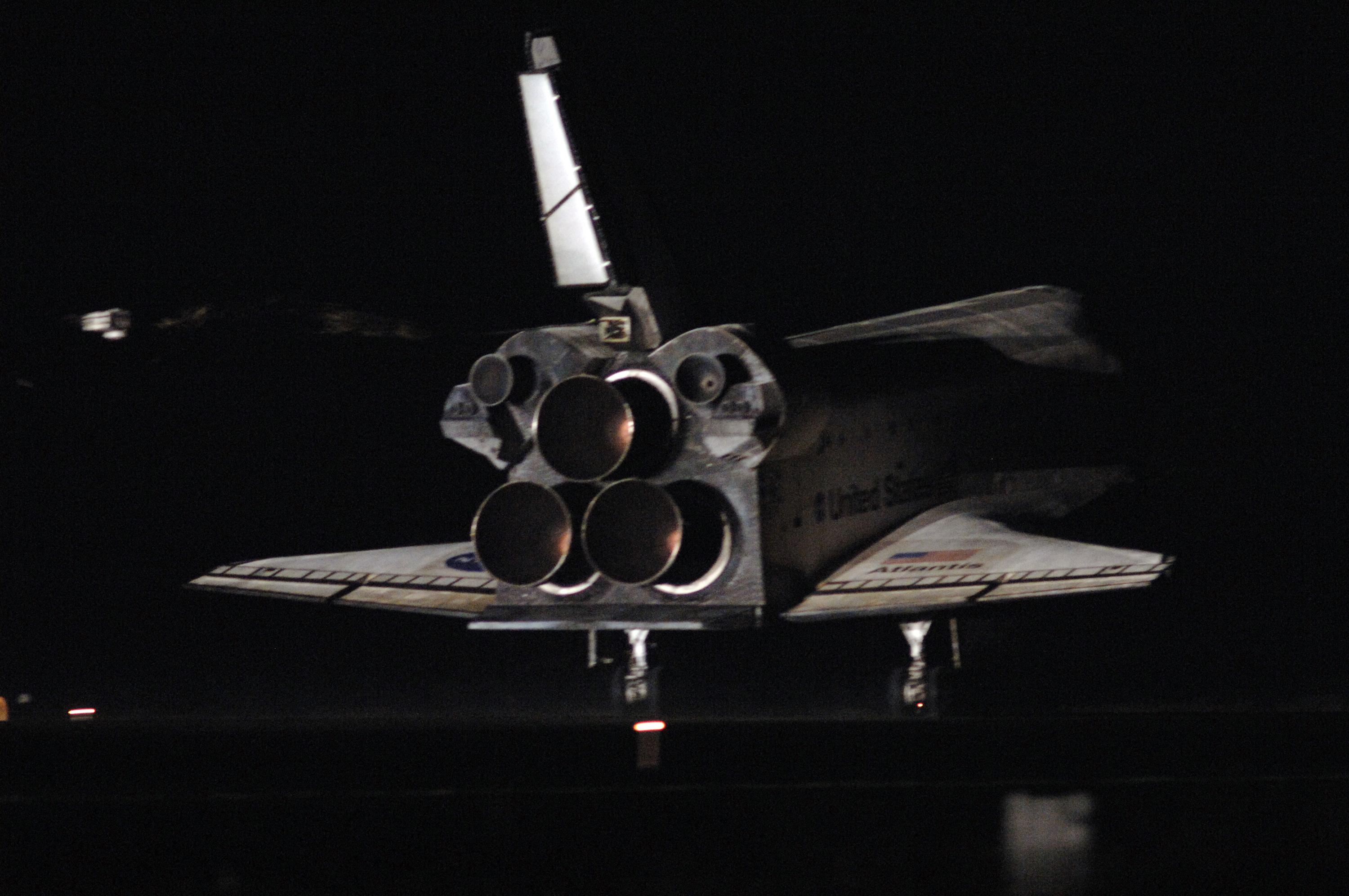
Приземлення

### 21 вересня
Сьогодні вранці Шатл «Атлантіс» здійснив посадку в Космічному центрі ім. Кеннеді на мисі Канаверал, успішно завершивши свою місію STS-115. Після катастрофи Шатла «Колумбія» в 2003 році, це був політ, в якому після великої перерви було продовжено будівництво Міжнародної космічної станції. Двигуни гальмування Шатла були включені в 13:14:28 (московське літній час, 5:14:28 AM EDT), двигуни відпрацювали 2 хвилини 40 секунд. Через півгодини після гальмування, Шатл увійшов в атмосферу на висоті 122 км (76 миль), перебуваючи над південним районом Тихого океану. Космонавти на МКС, яка перебувала в цей час в декількох сотнях миль попереду, спостерігали, як шатл увійшов в щільну атмосферу, виблискуючи як метеор.
«Я спостерігаю стійкий, чітко видимий інверсійний слід», — повідомляв Джеффрі Вільямс. «Інверсійний слід ставав яскравіше і яскравіше. Дуже схоже на інверсійний слід позаду літака. Навіть коли починався світанок, найяскравішим об'єктом у вікні залишався Шатл».
Приземлення відбулося в 14:21:30 (6:21 ранку EDT). Це була 21-я нічна посадка Шатла і 15-я нічна посадка Шатла під Флориді. Це був 116 космічний політ за програмою «Спейс Шатл», 19-й політ Шатла, пов'язаний з МКС, 27-й політ Шатла «Атлантіс» і 6-й політ «Атлантіса», пов'язаний з МКС.
Після виходу з Шатла, астронавти пройшли коротке медичне обстеження, а потім оглянули свій корабель, щоб оцінити як «Атлантіс» переніс 11-денний космічний політ.
Після огляду «Атлантіса», командир екіпажу Брент Джетт сказав: «Це було важко, але Шатл це виконав. Було приємно в польоті і добре знову бути вдома».